# Stedelijk Museum
Stedelijk Museum (nizozemski: "Gradski muzej") muzej je moderne i suvremene umjetnosti i dizajna u Amsterdamu. Osnovan je na poticaj skupine građana kao gradski muzej 1874. godine. Isprva je bio smješten u Rijksmuseumu, a 1895. preseljen je u vlastitu zgradu.
Posjeduje zbirke slikarstva i kiparstva iz 19. i 20. stoljeća, znatan broj slika Vincenta van Gogha, djela umjetnika koji su pripadali umjetničkom pravcu De Stijl, te djela europske i američke umjetnosti nastala nakon 1950. godine.

## Vanjske poveznice
Ostali projekti
|  | Zajednički poslužitelj ima još gradiva o temi Stedelijk Museum Amsterdam |

Mrežna mjesta
- Stedelijk Museum Amsterdam, službeno mrežno mjesto (engl.) i (nizoz.)